# Volvo Construction Equipment
Volvo Construction Equipment (kurz Volvo CE) zählt zu den größten Baumaschinenherstellern der Welt und ist eine hundertprozentige Tochtergesellschaft der schwedischen Volvo-Gruppe.
Fertigungsstätten befinden sich nicht nur in Schweden, sondern auch in Frankreich, Deutschland, USA, Brasilien, Südkorea, Indien, China und im Vereinigten Königreich. Nach eigener Aussage ist Volvo heute der größte Hersteller von knickgelenkten Muldenkippern und Radladern. Im Jahr 2006 rollte der 50.000. knickgelenkte Muldenkipper aus dem Werk in Bråas.

## Geschichte

### 1832 bis 1950: Die Vorläufer Munktell und Bolinder
Im Jahr 1832 gründete der Schwede Johan Theofron Munktell die Munktells Mekaniska Verkstad, die ab 1839 Produkte für die Industrie, die Landwirtschaft und den Infrastrukturausbau fertigte. Munktells Unternehmen zeichnete in den folgenden Jahren für einige technische Meilensteine verantwortlich. So baute er 1847 seine erste Dampfmaschine und präsentierte sechs Jahre später Schwedens erste Dampflokomotive, die den Weg für die weitere Anwendung von Dampfmaschinen im industriellen Sektor ebnete. 1913 wurde Schwedens erster durch einen Verbrennungsmotor angetriebener Traktor gefertigt. Mit Baumaschinen befasste man sich bereits ab 1906 in Form dampfbetriebener Straßenwalzen.
Zwölf Jahre nach Munktells Firmengründung riefen die Brüder Jean und Carl Gerhard Bolinder 1845 einen Gießereibetrieb ins Leben und boten u. a. auch die Ausführung diverser maschineller Arbeiten an. 1893 wurde durch Bolinders Mekaniska Verkstad der erste Verbrennungsmotor Schwedens entwickelt.
1932 fusionierten die beiden durch Munktell und Bolinder gegründeten Firmen zur AB Bolinder-Munktell. Während des Zweiten Weltkriegs konzentrierte man sich auf die Fertigung von Flugzeugmotoren, Traktoren und Planierraupen für die schwedische Armee. Nach dem Krieg verzeichnete Bolinder-Munktell eine steigende Nachfrage nach Maschinen insbesondere für den Bausektor und kooperierte mit dem 1927 durch Assar Gabrielson und Gustaf Larson gegründeten Unternehmen Volvo.

### 1950 bis 1980: Volvo führt Schwedens Baumaschinenindustrie

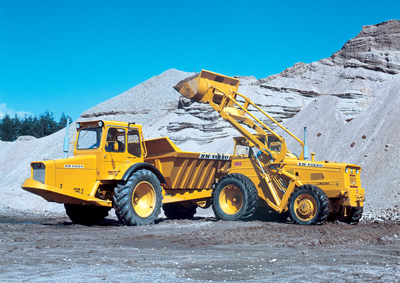
Erster knickgelenkter Dumper DR 631 ein Radlader LM 840 von 1966

Im Jahr 1950 übernahm Volvo Bolinder-Munktell und firmierte zunächst als BM-Volvo. Später wurde daraus Volvo BM.
Auf Basis des Bolinder-Munktell-Traktors BM 35 entstand 1954 der erste Volvo-Radlader unter der Typenbezeichnung H 10, dem ein 35 PS leistender 3-Zylinder-Dieselmotor als Antrieb diente.
1966 stellte Volvo den knickgelenkten Muldenkipper DR 631, auch „Grus-Kalle“ (Deutsch „Kies-Kalle“) genannt, vor. Das damals völlig neue Konzept beruhte auf der Grundidee, beim Traktor BM 350 Boxer die Vorderachse zu entfernen und ein Knickgelenk mit einem Anhänger anzubauen. Dieser neu entwickelte Muldenkipper hatte zwar nur eine relativ geringe Nutzlast von 10 Tonnen, wies jedoch eine sehr gute Geländetauglichkeit auf. Ein Jahr nach Produktionsbeginn des DR 631 widmete sich Volvo aufgrund des großen Verkaufserfolgs der Überarbeitung des Modells. Ziel war insbesondere die Erhöhung der Nutzlast. Durch die Verwendung der Antriebseinheit des LM 840 konnte beim Nachfolgemodell DR 860 die Nutzlast auf 15 Tonnen gesteigert werden. Zudem wurde ein Doppelachsaggregat verbaut. 1979 vollzog Volvo einen neuen Entwicklungsschritt und brachte den 5350 mit gefederten Achsen und mehr Motorleistung auf den Markt.
Besondere Aufmerksamkeit schenkte man seit jeher dem Thema Sicherheit, was u. a. durch die Einführung von Fahrerkabinen mit integriertem Überrollschutz und Schutz vor herabfallenden Objekten im Jahr 1972 zum Ausdruck kommt.

### Ab 1980: Internationalisierung

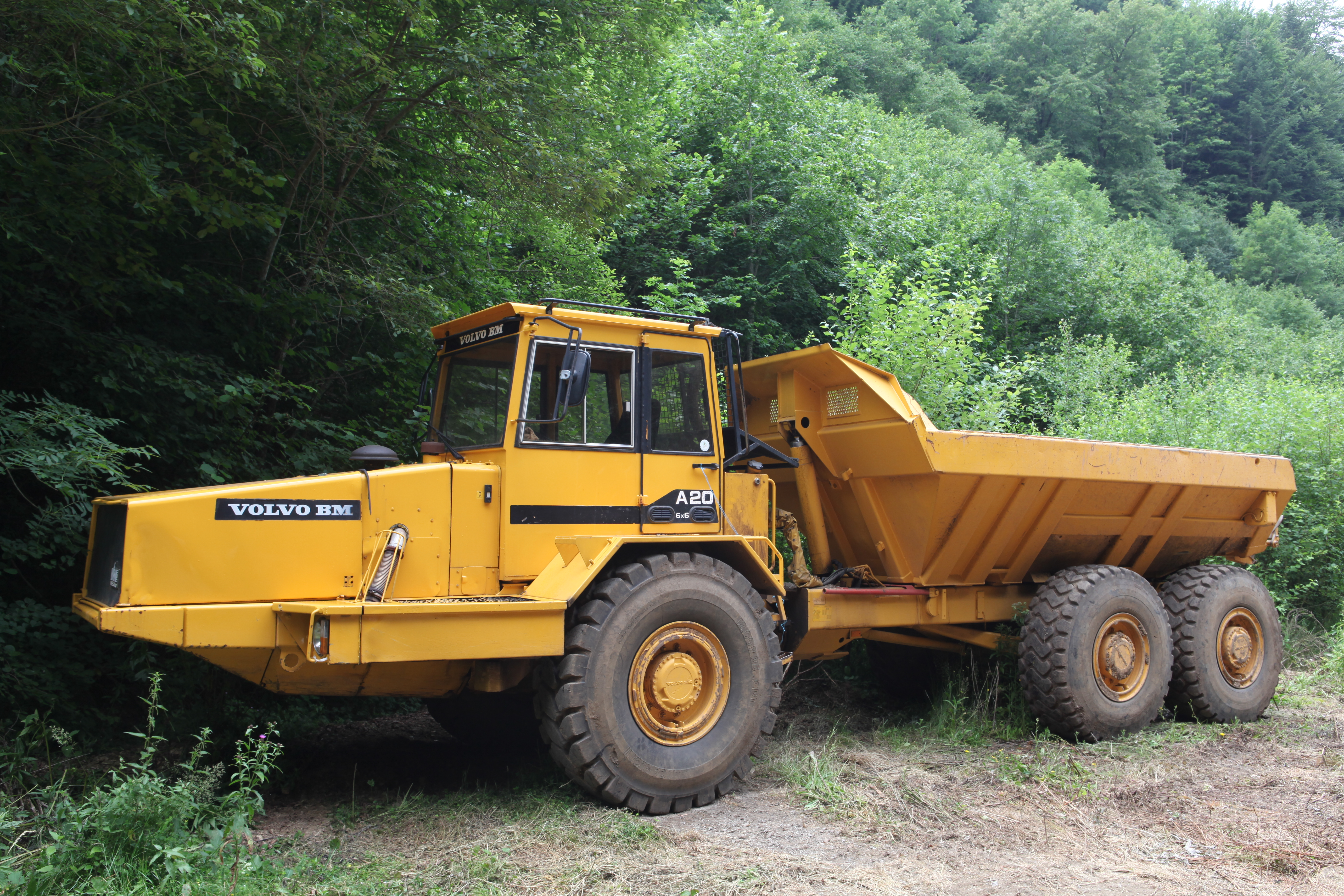
Der knickgelenkte Muldenkipper A 20 ging 1986 in Fertigung.

Der weitere Verlauf der Unternehmensgeschichte ist seit den 1980er Jahren durch zahlreiche Übernahmen gekennzeichnet, durch die sich Volvo als einer der größten Hersteller der Branche etablieren konnte. 1982 wurde zunächst der schwedische Schwerkraftwagenhersteller Kockum Landswerk übernommen. 1985 entstand durch eine Kooperation zwischen AB Volvo und der Clark Equipment Company das Unternehmen VME, dessen Name eine Abkürzung für die unter diesem Dach vereinten Baumaschinenhersteller Volvo, Michigan und Euclid ist. Beide Unternehmen hielten jeweils 50 % an VME, bis Volvo 1995 sämtliche Anteile von Clark übernahm und die Baumaschinensparte in Volvo Construction Equipment umbenannte. 1986 begann Volvo mit der Fertigung des A 20, ein knickgelenkter Muldenkipper mit verstärkter Konstruktion und einer Leistung von 200 PS sowie 20 Tonnen Nutzlast.
1990 beteiligte sich Volvo mit 25,1 % an dem deutschen Radladerhersteller Zettelmeyer. Ein Jahr später wurde das Fertigungsprogramm um Hydraulikbagger der Marke Åkerman ergänzt und 1994 Zettelmeyer komplett übernommen. Das Unternehmen stellte 1993 das neue knickgelenkte Muldenkippermodell A 25 C vor. Es war sowohl mit zwei als auch mit drei Achsen jeweils mit Allradantrieb verfügbar. Ab 1995 folgte der Ausbau dieser neuen Modellgeneration. So kamen nach und nach die Modelle A 20 C, A 30 C, A 35 C sowie A 35 D und A 40 D hinzu.
1995 erwarb Volvo den französischen Kompaktbaggerhersteller Pel-Job, 1997 die Graderproduktion der kanadischen Champion Road Machinery Limited für 173 Mio. $. 1998 akquirierte Volvo die Construction Equipment Division von Samsung Heavy Industries, worauf die Fertigung der Åkerman-Bagger eingestellt wurde. 2007 erfolgt die Übernahme der Straßenbaumaschinen-Sparte von Ingersoll Rand (u. a. ehemals ABG  mit Sitz in Hameln/Deutschland). Zudem übernahm Volvo 70 % des chinesischen Baumaschinenherstellers Shandong Lingong Construction Machinery Co., Ltd (SDLG).
Nachdem Volvo bereits seit den 1970er und 1980er Jahren knickgelenkte, allradgetriebene Baggerlader anbot, die durch die schwedische Firma Huddig gefertigt wurden, gehören seit 2002 eigenentwickelte Maschinen zum Programm, die in Frankreich konstruiert und in Polen gefertigt werden.
Anfang 2010 unterzeichneten Volvo und der britische Baumaschinenhersteller JCB ein Abkommen, in dessen Folge JCB zukünftig rutschgelenkte Kompaktlader („Skid-Steer-Loader“) für Volvo fertigt. Die Produktion der Volvo-eigenen Kompaktlader im brasilianischen Pedernairas wird zu Gunsten der JCB-Maschinen eingestellt.
Die Produktion der Volvo-Grader im kanadischen Werk in Goderich (ehemals Champion) wurde 2010 nach Shippensburg verlagert, um dort die Aktivitäten des Bereichs für Straßenbaumaschinen zu bündeln. Im Rahmen weiterer Konsolidierung in Nordamerika wurde zudem das Werk in Asheville, USA, geschlossen und die Fertigung der bisher dort hergestellten Maschinentypen wie Bagger und Radlader in die bestehenden Produktionsstätten in Arvika, Schweden, und Changwon, Südkorea, verlagert.
Im Juni 2014 schloss Volvo CE die Übernahme der Muldenkipperfertigung von Terex ab. Danach gehören der Produktionsstandort im schottischen Motherwell sowie das drei knickgelenkte Muldenkipper und fünf Starrahmenkipper umfassende Produktprogramm nun zum Volvo-Konzern. 2015 wurde bekannt gegeben, dass man die Entwicklung und Fertigung von Baggerladern, Gradern und Kaltfräsen unter dem Markennamen Volvo einstellen werde. Mit dieser Maßnahme sind der Abbau von Stellen an Standorten in Frankreich, den USA und Brasilien sowie die Schließung des Baggerlader-Werkes im polnischen Wrocław verbunden. Zukünftig sollen die genannten Produkte von SDLG weltweit angeboten werden.
Im Juli 2020, verkaufte Volvo den Hersteller von Asphaltferigern Blaw-Knox an Gencor. Im Dezember 2023 gab Volvo bekannt, dass sie die Sparte ABG Straßenfertiger und Walzen in Hameln an die Ammann Group veräußert habe.

## Chronologie der Übernahmen
- 1950: Übernahme des schwedischen Traktoren- und Baumaschinenherstellers Bolinder-Munktell
- 1969: Übernahme des schwedischen Radladerherstellers Parca[17]
- 1982: Übernahme des schwedischen Herstellers von Muldenkippern Kockums[18]
- 1985: Übernahme von 50 % der Anteile an der VME-Group mit den Marken Clark-Michigan und Euclid Trucks in einem Joint-Venture mit der Clark-Equipment Group. 1995 wurde das Unternehmen komplett von Volvo übernommen und 1998 an Hitachi verkauft.
- 1991: Übernahme des schwedischen Baumaschinenherstellers Akerman[19]
- 1991: Übernahme des deutschen Herstellers von Radladern Zettelmeyer[20]
- 1995: Übernahme des französischen Herstellers von Minibaggern Pel-Job[21]
- 1997: Übernahme des kanadischen Herstellers von Motorgradern Champion[22]
- 1998: Übernahme der Baumaschinensparte der südkoreanischen Samsung Heavy Industries[21]
- 2001: Übernahme des Herstellers von Kompaktladern Scat-Trak[23]
- 2001: Übernahme des Herstellers von Teleskopladern UpRight[24]
- 2007: Übernahme der Straßenbaumaschinensparte von Ingersoll-Rand[25]
- 2014: Übernahme der Muldenkippersparte von Terex[26]

## Produkte
Die nachfolgende Tabelle enthält eine Übersicht über das aktuelle Fertigungsprogramm von Volvo CE mit den Fertigungs- und Entwicklungsstandorten der verschiedenen Produkte (Stand 2015).
| Maschinentyp               | Fertigungsstandort | Entwicklungsstandort                                                            | Bild |
| -------------------------- | --- | ------------------------------------------------------------------------------- | ---- |
| Kompaktbagger              | - Belley, Frankreich - Changwon, Südkorea - Linyi, China                                                                            | - Belley, Frankreich - Changwon, Südkorea - Jinan, China - Linyi, China         |      |
| Raupenbagger               | - Changwon, Südkorea - Shanghai, China - Kaluga, Russland - Pederneiras, Brasilien - Bangalore, Indien                              | - Changwon, Südkorea - Pederneiras, Brasilien - Konz, Deutschland               |      |
| Mobilbagger                | - Konz, Deutschland - Changwon, Südkorea                                                                                            | - Konz, Deutschland - Changwon, Südkorea                                        |      |
| Radlader                   | - Braås, Schweden - Arvika, Schweden - Konz, Deutschland - Linyi, China - Pederneiras, Brasilien - Shippensburg, Vereinigte Staaten | - Eskilstuna, Schweden - Braås, Schweden - Konz, Deutschland                    |      |
| Knickgelenkte Muldenkipper | - Braås, Schweden - Eskilstuna, Schweden                                                                                            | - Braås, Schweden - Motherwell, Vereinigtes Königreich - Pederneiras, Brasilien |      |
| Muldenkipper               | Motherwell, Vereinigtes Königreich                                                                                                  | Motherwell, Vereinigtes Königreich                                              |      |
| Grader                     | - Pederneiras, Brasilien | Shippensburg, USA                                                               |      |
| Walzenzüge                 | - Shippensburg, USA - Bangalore, Indien                                                                                             | - Bangalore, Indien - Linyi, China - Pederneiras, Brasilien - Shippensburg, USA |      |
| Straßenwalzen              | - Bangalore, Indien - Shippensburg, USA                                                                                             | - Bangalore, Indien                                                             |      |